# 18. marts
18. marts er dag 77 i året i den gregorianske kalender (dag 78 i skudår). Der er 288 dage tilbage af året.
Dagens navn er Alexander.

### Begivenheder
Født - Dødsfald
- 1229 - Under det sjette korstog erklærer kejser Frederik 2. af det Tysk-romerske rige sig for konge af Jerusalem.
- 1241 - Kraków i Polen hærges af mongolske styrker.
- 1314 - Jacques de Molay der var den 23. og sidste stormester for Tempelridderordenen bliver henrettet, dømt som kætter af den Katolske kirke, og brændt på bålet, på øen Javiaux, i floden Seinen, i Paris, den 18. marts 1314.  Det skete efter stort pres på den sidende pave Clement V fra kong Philip 4. af Frankrig også kaldet Philip "den Smukke", der angiveligt havde stor gæld hos ordenen. 700 år senere blev Jacques de Molay og andre dømte Tempelriddere kendt uskyldige af Vatikanet.
- 1848 - I Rendsborg vedtages det, at Slesvig-Holsten skal have egen demokratisk forfatning og indlemmes i Det tyske Forbund.
- 1848 - De fem dage i Milano var et oprør  i Milano  rettet mod de østrigske tropper i byen under ledelse af general Joseph Radetzky.
- 1850 - American Express Company grundlægges i Buffalo, New York.
- 1922 - I Indien idømmes Mahatma Gandhi 6 års fængsel for civil ulydighed.
- 1925 - Lockout omfattende 95.000 arbejdere begynder; den afsluttes med en lønstigning på 3 %.
- 1931 - Den første elektriske barbermaskine fremstilles i USA.
- 1944 - Englænderne smider 3000 tons bomber under et luftangreb på Hamborg.
- 1949 - NATO etableres af 7 europæiske nationer.
- 1962 - Uafhængighedskrigen  i Algeriet afsluttes med en fredsaftale mellem FLN og Frankrig.
- 1965 - Den sovjetiske kosmonaut Aleksej Leonov bliver det første menneske, som "tager en spadseretur" i rummet.
- 1967 - Supertankeren Torrey Canyon løber på et rev ud for Wales. 118.000 tons olie løber ud.
- 1970 - Cambodias statschef fyrst Norodom Sihanouk afsættes og afløses af ministerpræsident Lon Nol.
- 1978 - Premierminister i Pakistan, Zulfikar Ali Bhutto, dømmes til døden for et mord begået i hans embedstid.
- 1982 - Mund- og klovsyge konstateres i Brænderup på Fyn.
- 1987 - Den Danske Forening grundlagt som tværpolitisk forening, der ønsker kontrol over indvandringen.
- 1988 - Odense Universitet indleder festligheder i anledning af byens 1000 års fødselsdag.
- 1990 - Det sidste valg til Volkskammer DDR og det eneste i Østtysklands historie, der levede op til demokratiske principper.
- 1990 - Danmark sætter varmerekord i marts med 22,2°C målt i Karup.
- 1992 - Microsoft sender Windows 3.1 på markedet.
- 1997 - Israel påbegynder opførelsen af nye jødiske bosættelser i Østjerusalem, på trods af protester fra omverdenen.
- 1998 - Anders Fogh Rasmussen vælges som ny gruppeformand i Venstre (parti).
- 2002 - Den danske regering beslutter at lukke Danmarks ambassade i Zimbabwe.
- 2003 - To aktivister kaster rød maling mod statsminister Anders Fogh Rasmussen og udenrigsminister Per Stig Møller i protest mod regeringens holdning til Irakkrigen.

### Født
- 1609 - Frederik 3., dansk konge (død 1670).
- 1837 - Grover Cleveland, amerikansk præsident (død 1908).
- 1842 - Stéphane Mallarmé, fransk digter (død 1898).
- 1844 - Nikolaj Rimskij-Korsakov, russisk komponist (død 1908).
- 1858 - Rudolf Diesel, tysk opfinder (død 1913).
- 1869 - Neville Chamberlain, engelsk premierminister (død 1940).
- 1897 - Sri Nisargadatta Maharaj, indisk mystiker (død 1981).
- 1905 - Richard Malmros, dansk læge (død 2000).
- 1913 - René Clément, fransk filminstruktør (død 1996).
- 1928 - Fidel V. Ramos, filippinsk præsident (død 2022).
- 1935 - Ole E. Barndorff-Nielsen, dansk matematiker og statistiker (død 2022).
- 1936 - Frederik Willem de Klerk, sydafrikansk præsident og modtager af Nobels fredspris (død 2021).
- 1939 - Kenny Lynch, sanger og skuespiller.
- 1939   - Ron Atkinson, engelsk fodboldmanager.
- 1941 - Wilson Pickett, amerikansk soul-sanger (død 2006).
- 1942 - Knud Engedal, dansk fodboldspiller.
- 1944 - Evald Krog, dansk landsformand for Muskelsvindfonden (død 2020).
- 1946 - Svend Pri, dansk badmintonspiller (død 1983).
- 1948 - Ulla Koppel, dansk skuespillerinde, sangerinde og instruktør.
- 1950 - Brad Dourif, amerikansk skuespiller.
- 1951 - Jan Monrad, dansk musiker og komiker (død 2015).
- 1956 - Allan Olsen, dansk musiker og komponist.
- 1956   - Ingemar Stenmark, svensk alpin skiløber.
- 1956   - Deborah Jeane Palfrey , amerikansk leder af prostitutionsring kendt som DC Madam (død 2008).
- 1957 - Arne Christer Fuglesang, svensk fysiker og astronaut.
- 1959 - Luc Besson, fransk filminstruktør.
- 1963 - Lotte Andersen, dansk skuespillerinde.
- 1963   - Ulrik Haagerup, dansk journalist og chefredaktør.
- 1966 - Jerry Cantrell, amerikansk sanger og guitarist.
- 1970 - Queen Latifa, amerikansk skuespiller og sanger
- 1976 - Finn Tugwell, dansk bordtennisspiller.
- 1983 - Stéphanie Cohen-Aloro, fransk tennisspiller.

### Dødsfald
- 1584 - Ivan den Grusomme, russisk zar (født 1530).
- 1745 - Robert Walpole, første engelske premierminister (født 1676).
- 1835 - Christian Bernstorff, dansk politiker og diplomat (født 1769).
- 1913 - Georg 1., danskfødte konge af Grækenland (født 1845) - myrdet.
- 1913   - August Bebel, tysk politiker (født 1840).
- 1941 - Henri Cornet, fransk cykelrytter (født 1884).
- 1964 - Norbert Wiener, amerikansk matematiker og kybernetiker (født 1894).
- 1965 - Farouk 1., ekskonge af Egypten (født 1920).
- 1966 - Osvald Helmuth, skuespiller og revykunstner (født 1894).
- 1973 - Johannes Aavik, estisk sprogforsker og forfatter (født 1880).
- 1997 - Ib Stetter, dansk politiker og minister (født 1917).
- 2003 - Adam Osborne, engelsk computerpioner (født 1939).
- 2008 - Stig Husted-Andersen, dansk erhvervsmand og rigmand (født 1944).
- 2008   - Anthony Minghella, britisk manuskriptforfatter og filminstruktør (født 1954).
- 2011 - Warren Christopher, amerikansk diplomat og jurist (født 1925).
- 2017 - Chuck Berry, amerikansk guitarist, sanger og sangskriver (født 1926).

|  | Denne datoartikel kan blive bedre, hvis der indsættes et (bedre) billede Du kan hjælpe ved at afsøge Wikimedia Commons for et passende billede eller uploade et godt billede til Wikimedia Commons iht. de tilladte licenser og indsætte det i artiklen. |